# Piłka baseballowa

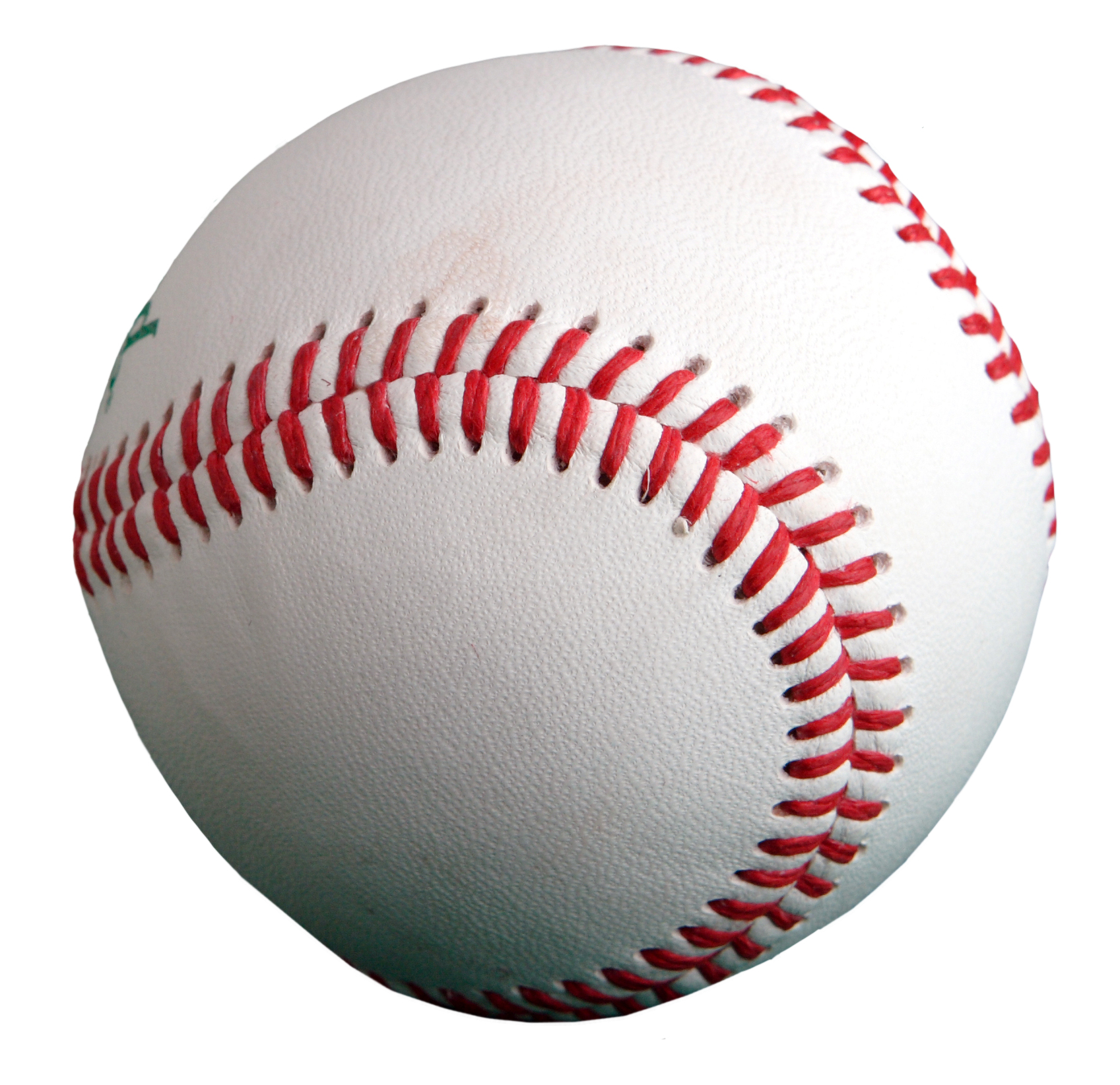
Piłka baseballowa

Piłka baseballowa – piłka używana do gry w baseball. Jej środek wypełniony jest gumą lub korkiem, obwinięty przędzą i okryty – zgodnie z zasadami baseballu (Official Baseball Rules) – „dwoma mocno zszytymi paskami końskiej lub wołowej białej skóry”. Obwód piłki wynosi od 9 in (22,86 cm) do 9,25 in (23,5 cm) (średnica od 2,86 in (7,26 cm) do 2,94 in (7,47 cm)), a waga od 5 oz (0,14 kg) do 5,25 oz (0,15 kg). Do produkcji piłki baseballowej przeznacza się przeciętnie niemal 0,25 mi (0,4 km) przędzy.
Charakterystyczny dla piłki baseballowej jest m.in. czerwony ścieg łączący jej skórzaną powłokę. Po rzuceniu piłki, ścieg, zachowując się podobnie jak wirnik samolotu, chwyta wiatr i powoduje, że w drodze do łapacza piłka nieznacznie zakręca. Zarówno kierunek skrętu piłki (lewo, prawo, dół lub kombinacja tych kierunków), jak i stopień skrętu (ostry lub stopniowy) zależą od tego, w którym kierunku i jak szybko podkręcono ścieg piłki.